# Rollstuhlrennen bei den Olympischen Spielen
Rollstuhlrennen war bei den Olympischen Sommerspielen 1984, 1988, 1992, 1996, 2000 und 2004 als Demonstrationssportart im olympischen Leichtathletikprogramm vertreten. Es fanden jeweils ein 1500-Meter-Rennen für Männer und ein 800-Meter-Rennen für Frauen statt. 1984 war das erste Mal, dass bei den Olympischen Sommerspielen Veranstaltungen für Behindertensportler stattfanden, wobei die Paralympischen Spiele seit 1960 traditionell der Austragungsort für Para-Leichtathletik auf höchstem Niveau waren. Die Rollstuhlrennen waren auch die zweite olympische Demonstrationsveranstaltung für Behindertensportler, nach dem Behindertenskilauf bei den Olympischen Winterspielen 1984.

## Die Platzierten der Wettbewerbe
| Jahr   | Erster             | Zweiter            | Dritter            |
| ------ | ------------------ | ------------------ | ------------------ |
| Männer |                    |                    |                    |
| 1984   | Paul van Winkel    | Randy Snow         | André Viger        |
| 1988   | Mustapha Badid     | Paul van Winkel    | Craig Blanchette   |
| 1992   | Claude Issorat     | Franz Nietlispach  | Michael Noe        |
| 1996   | Claude Issorat     | Scot Hollonbeck    | Franz Nietlispach  |
| 2000   | Saúl Mendoza       | Claude Issorat     | Heinz Frei         |
| 2004   | Robert Figl        | Saúl Mendoza       | Rawat Tana         |
| Frauen |                    |                    |                    |
| 1984   | Sharon Hedrick     | Monica Wetterström | Candace Cable      |
| 1988   | Sharon Hedrick     | Connie Hansen      | Candace Cable      |
| 1992   | Connie Hansen      | Jean Driscoll      | Monica Wetterström |
| 1996   | Louise Sauvage     | Jean Driscoll      | Cheri Becerra      |
| 2000   | Louise Sauvage     | Wakako Tsuchida    | Ariadne Hernández  |
| 2004   | Chantal Petitclerc | Eliza Stankovic    | Louise Sauvage     |